# ビッカース バイカウント
ビッカース・バイカウント
Vickers Viscount
ブリティッシュ・エアウェイズのバイカウント
- 用途：旅客機
- 分類：ターボプロップ旅客機
- 製造者：ヴィッカース・アームストロング
- 運用者：
英国欧州航空
エア・カナダ
エールフランス
全日本空輸
コンチネンタル航空
KLMオランダ航空
ルフトハンザドイツ航空など
- 初飛行：1948年7月16日
- 生産数：445機

ビッカース バイカウント (英語: Vickers Viscount) は、1953年に就航したイギリスの中距離ターボプロップ旅客機である。第二次世界大戦後開発の第1世代の旅客機であり、商業用としては世界初のターボプロップ輸送機であった。1963年までに445機が生産された。

## 概要

### ブラバゾン委員会
第二次世界大戦後のイギリスの航空機産業の見通しに関する、ブラバゾン委員会の提言をうけて開発された機体の1つである。24名ほどの旅客を乗せて1,750マイル (2,816 km) までの路線を200 mile/h (322 km/h) の速度で運用されるターボプロップ旅客機として計画された。
1940年代としては中型と言える機体クラスの割には多発な4発機となったが、これはターボプロップエンジン（を含むジェットエンジン）の量産実用化初期の時代であり、双発ではまだ十分な出力を得られなかったためである。

### 初飛行

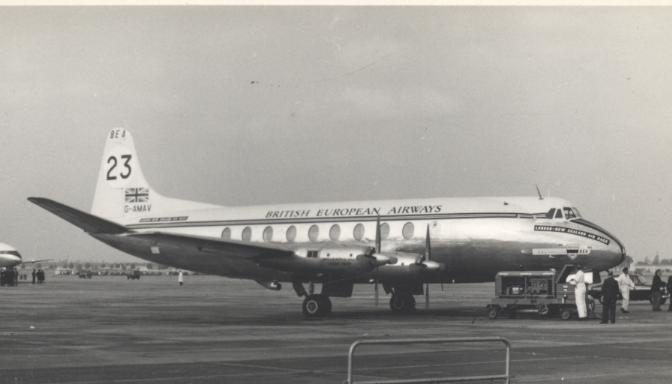
BEAのバイカウント（1953年）

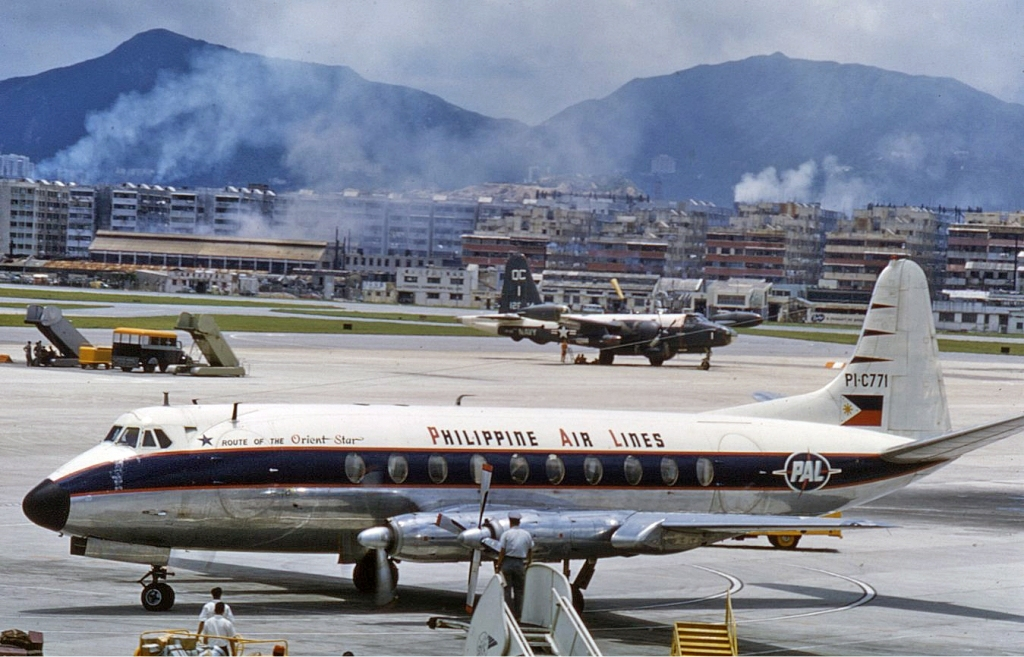
フィリピン航空のバイカウント（1961年）

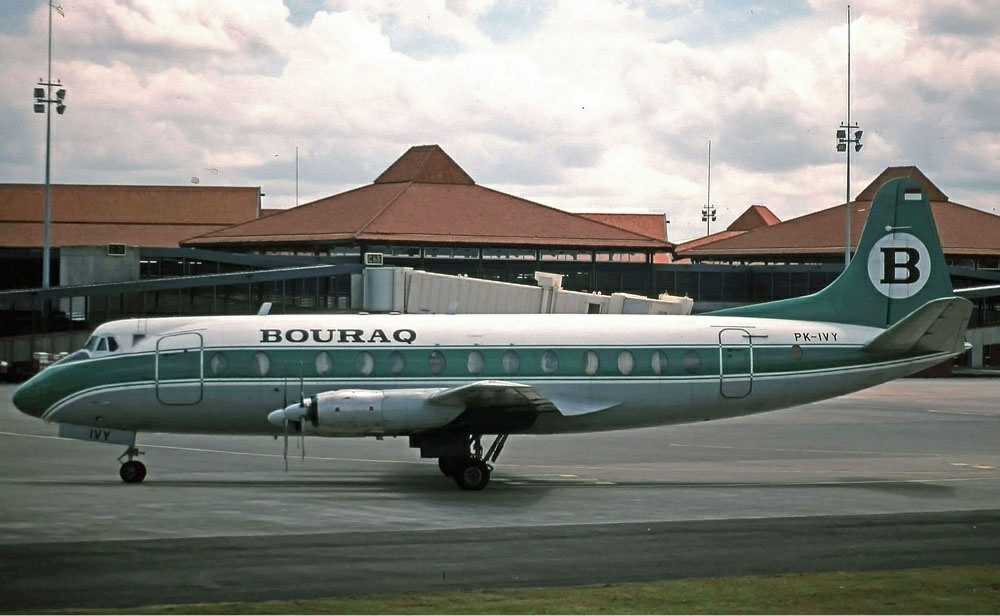
ブラク航空のバイカウント（1992年/元全日空機）

1948年に初飛行したモデル630は英国欧州航空(British European Airways(BEA)) の要望で、乗客数は32名に増やされ速度は275 mph (443 km/h) であったが、航空会社の運用コストの削減の要求はさらに乗客数の増加と速度の向上を要求した。

### 量産
座席数を53に増やし、速度を308 mph (496 km/h) に増加したモデル700は1950年8月28日に初飛行した。これが最初の量産モデルとなり、1953年4月からBEAで世界初のターボプロップ機の運用が開始された。戦後型に相応しく当初から与圧構造を採用、ターボプロップ方式による高速に加え、低振動で静粛性にも優れ、従来のレシプロ旅客機から乗り心地を格段に改善したことで、乗客の人気を博した。 さらに全長を延ばし、71座席にしたのがモデル800である。エア・カナダやKLMオランダ航空、クバーナ航空や全日空をはじめとする諸外国の航空会社でも採用された。
日本国内では、モデル700（744）、次いでモデル800（828）の計11機が何れも全日空で活躍した。就航当時、レシプロ機より高く飛ぶことを利用し、バイカウント航行中に客室乗務員が「ただいま当機の下に見えてきましたのが、先に出発した日航機（DC-4）でございます」とアナウンスし、また広告では「テーブルの上にタバコが立てられます」とPRするなど当時のターボプロップ機の快適性や性能を象徴する出来事として知られている。しかしながら、日本航空が国際線用に導入したダグラスDC-7や、同じく最新鋭のジェット機であるコンベア880、全日空と日本航空がボーイング727を相次いで国内線に導入したことから、このような優位性もすぐに失われることとなった。
ブラバゾン委員会で企画された大小に渡るレシプロ、ターボプロップ、ジェットの各種輸送機は、その意図に反し、各種の欠陥を露呈するか、市場の需要を見誤った企画であったりしたため、多くが商業的失敗に終わっているが、バイカウントは堅実な性能と市場ニーズに合致したクラス設定によって販路を広げ、シリーズ合計400機以上を生産するまずますの成功作となった。

### 生産中止
しかし、ロッキード L-188などのより大型なターボプロップ機との競合や、シュド・カラベルやコンベア880などのより高速なジェット機の中短距離路線への進出を受けて受注が伸び悩んだことや、東側諸国や発展途上国においてはイリューシンIl-18にも顧客を奪われることになった。さらにイギリス製の中短距離用ジェット旅客機であるBAC 1-11の開発が進んだことから、1963年に生産を中止した。
その後はBEAの後継であるブリティッシュ・エアウェイズやヴァージン・アトランティック航空が1980年代まで運航したほか、東南アジア諸国やアフリカ諸国の航空会社に払い下げられた機体が1990年代まで運航され、2009年にコンゴ民主共和国の航空会社から退役したのを最後に姿を消した。現在はイギリスやカナダ、ニュージーランドの博物館で数機が静態保存されている。

## モデル
- 700 - 最初の生産型モデル、 1,381 hp (1,030 kW) エンジン使用、生産数287機
  - 700D - 1,576 hp (1,175 kW) にエンジン強化
- 724 - カナダ寒冷地仕様、15機が Trans Canada Airlines(TCA) で使用。
- 745 - Capital Airlines向仕様 40機生産
- 757 - Trans Canada Airlines 向け1,600 hp (1,193 kW) Dart 510 エンジン使用。35機生産
- 771D - 770Dの改良版
- 800 - 胴体1.2 m延長 67機生産。
- 810 - 1,991 hp (1,485 kW) エンジン使用、84機生産

## 要目(Model 800)
- 乗員: 2名
- 乗客: 75名
- 全長:26.11 m
- 全巾;28.56 m
- 全高: 8.15 m
- 空虚重量:18,854 kg
- 最大離陸重量: 32,855 kg
- エンジン: 4x ロールスロイスダート RDa.7/1 Mk 525
- 出力 4x 2,100 shp (1,566 kW)

- 最大速度:563 km/h
- 航続距離: 2,776 km

## 主な運行航空会社
- BEA
- ブリティッシュ・エアウェイズ

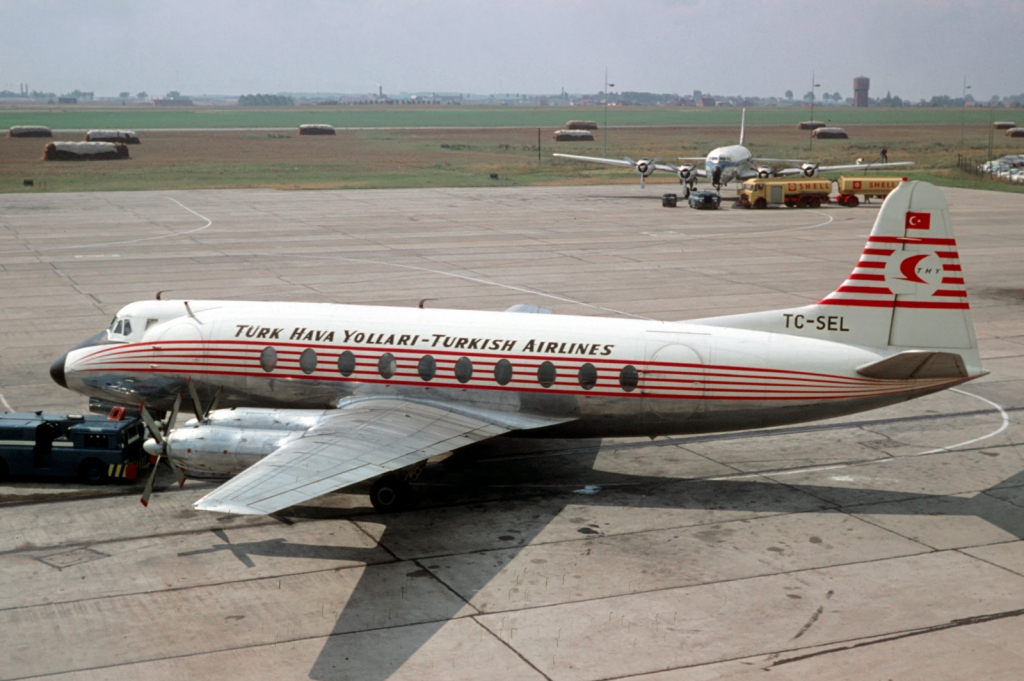
ターキッシュエアラインズのバイカウント（1967年）

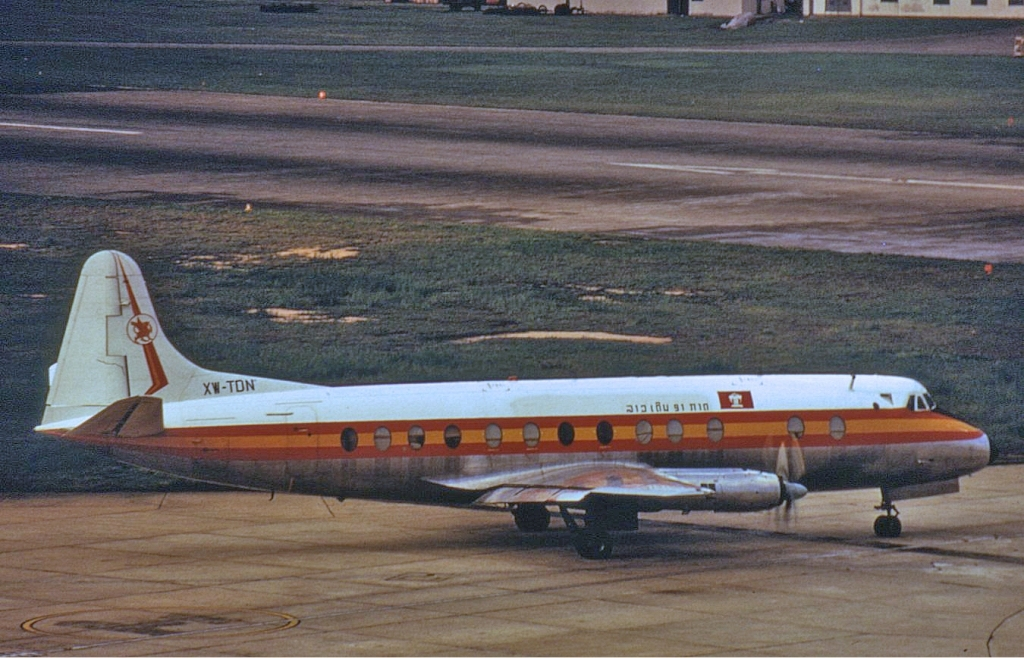
ラオス王立航空のバイカウント（1969年）

- ヴァージン・アトランティック航空（1985年4-8月の間、EUROAIR TRANSPORTからリース）
- KLMオランダ航空
- エールフランス航空
- アリタリア航空
- ルフトハンザ航空
- オーストリア航空
- ターキッシュエアラインズ
- 全日本空輸
- フィリピン航空
- ブラク航空
- イラク航空
- アロハ航空
- ユナイテッド航空
- エア・カナダ
- VASP航空
- ラオス王立航空（ ラオス国営航空の前身の一つ）

## 主な事故
- 1962年（昭和37年）11月19日 - 全日空バイカウント機墜落事故
- 1963年（昭和38年）2月1日 - 1963年アンカラ空中衝突事故
- 1978年（昭和53年）9月 - ローデシア航空の機体がゲリラの地対空ミサイルの攻撃に遭い墜落。墜落後、ゲリラに殺害された者も含めて48人が死亡[2]。
- 1979年（昭和54年）2月12日 - ローデシア航空の機体が再び墜落。ミサイル攻撃にあったものとみられる。59人が死亡（エア・ローデシア827便撃墜事件）。